# Vodka Lemon
Pour plus de détails, voir Fiche technique et Distribution.
Vodka Lemon est un film franco-italo-helvético-arménien réalisé par Hiner Saleem, sorti en 2003.

## Synopsis
Dans un coin perdu d'Arménie, un village kurde de l'ex-URSS, Hamo, veuf sexagénaire, survit avec une retraite mensuelle de 10 dollars. Son rituel quotidien se résume à aller se recueillir sur la tombe de sa femme. Sa rencontre au cimetière avec la belle veuve Nina va redonner foi en demain à ces deux misérables au moment où ils sont sur le point de sombrer, car le café où Nina travaille va fermer tandis qu'Hamo en est réduit à vendre ses pauvres biens.

## Fiche technique
- Titre : Vodka Lemon
- Réalisation : Hiner Saleem
- Scénario : Hiner Saleem, Lei Dinety et Pauline Gouzenne
- Musique : Michel Korb et Roustam Sadoyan
- Photographie : Christophe Pollock
- Son : Frédéric Ullman
- Montage : Dora Mantzoros
- Décors : Albert Hamarash (Kamal Hamarash)
- Production : Fabrice Guez
- Sociétés de production : Paradise Films (Arménie), Dulciné Films (France), Cinefacto (France), Sintra Srl (Italie), Amka Films (Suisse)
- Sociétés de distribution : Memento Films International, F for Film
- Pays de production :  Arménie,  France,  Italie,  Suisse
- Langues originales : arménien, kurde, russe
- Format : couleur — 35 mm — 1,85:1 — son Dolby SR
- Genre : comédie dramatique
- Durée : 84 minutes
- Date de sortie :
  - Italie : 1er septembre 2003 (première mondiale à la Mostra de Venise)
  - France : 1er septembre 2003

## Distribution
- Romen Avinian : Hamo
- Lala Sarkissian : Nina
- Ivan Franek : Dilovan
- Ruzan Mesropyan : Zine
- Hiner Saleem : l'homme au piano

## Distinctions

### Récompenses
- Mostra de Venise 2003 : prix San Marco pour Hiner Saleem
- Festival international du film d'amour de Mons 2004 : Grand Prix, Prix Kodak et Prix Ciné Femme pour Hiner Saleem
- Festival du film de Newport Beach 2004 : prix du jury meilleur acteur de comédie pour Romen Avinian
- Festival international des cinémas d'Asie de Vesoul 2004 : Cyclo d'or pour Hiner Saleem

### Sélections
- Mostra de cinéma de São Paulo 2003 : en compétition pour le prix international du jury
- Festival international du film de Bangkok 2004 : en compétition pour le prix Golden Kinnaree